# Социология семьи
Социология семьи — отрасль социологии, изучающая семью. В сферу исследований данной отрасли входит: изучение функционирования семьи как социального института и малой группы, структуры и функции семьи, брачно-семейные отношения, образцы семейного поведения, характерные для того или иного типа культуры, той или иной социальной группы.

## История
Социология семьи как специальная область социологического знания берёт своё начало в масштабных эмпирических исследованиях Рилза и Ле Пле. В середине XIX века они независимо друг от друга предпринимают попытку изучить влияние таких социальных факторов, как структура семьи, экономические отношения в семье, религия в семье и другие. С тех пор проблемы семьи и семейно-брачных отношений постоянно находятся в центре внимания социологии, поскольку семья представляет собой уникальное образование: малая группа и социальный институт одновременно.

### Россия
Развитие социологии семьи в России тесно связано с развитием социологии в целом. До революции 1917 года сформировались предпосылки социологии семьи в рамках построения отечественной «общей» социологии. В период 20-х — середины 30-х годов XX века велась борьба исторического материализма с иными концепциями и теориями общественного устройства на уровне основополагающих понятий и принципов общественных наук. По этой причине социологии семьи мало уделялось внимания. Можно отметить происходили изменения в области семейного законодательства, проблем этики, а также ряд исследований, касающихся вопросов практики сексуального поведения некоторых социальных групп.
С середины 30-х до середины 60-х годов прошлого века обнаружить что-либо, напоминающее социологию семьи в советских общественных науках, практически невозможно. Социология семьи и брака в России появилась в 60-е годы. С 60-х до середины 80-х годов отмечается прирост эмпирических социологических исследований семьи, позволивший накопить значительный запас эмпирических фактов и обобщений. Однако теоретическое развитие этой предметной области оказалось куда менее динамичным, а советская концепция социологии семьи представляла собой лишь монотеорию исторического материализма. С середины 80-х годов происходит ухудшение социально-экономической и политической ситуации в СССР и России сопровождавшееся существенным спадом исследовательской активности в области социологии семьи.

#### СССР
В СССР одним из первых подразделений, где в период «оттепели» стала развиваться социология семьи, стала группа исследователей под руководством З. А. Янковой (1923—1998) в составе сектора социального прогнозирования Института социологических исследований АН СССР.
В 1974 году был создан сектор социальных проблем семьи и быта Института социологических исследований АН СССР, который возглавил А. Г. Харчев (1922—1987).
В 1970 — 1980 годы сотрудники сектора активно сотрудничали с сообществом социологов семьи стран «социалистического лагеря», проводились совместные международные конференции и исследования, в том числе с участием западноевропейских специалистов.